# Katedra Wniebowzięcia Najświętszej Maryi Panny w Cap-Haïtien
Katedra Wniebowzięcia Najświętszej Maryi Panny w Cap-Haïtien (fr. Cathédrale Notre-Dame de l’Assomption) – rzymskokatolicka katedra archidiecezji Cap-Haïtien na Haiti. Mieści się w drugim co do wielkości mieście kraju, Cap-Haïtien, przy ulicy Rue 17.
Budowę katedry rozpoczęto w drugiej połowie XIX wieku i zakończono na początku XX wieku. Świątynia posiada kopułę, apsydę, dwa transepty i dwie nawy boczne.